# Placidus Heinrich

Placidus Heinrich

Placidus Heinrich OSB   (bürgerlich Joseph Heinrich; * 19. Oktober 1758 in Schierling; † 18. Januar 1825 in Regensburg) war ein deutscher Benediktinermönch im Kloster Sankt Emmeram, Regensburg. Er war Professor für Physik und Mathematik und betätigte sich auch als Naturforscher mit besonderem Augenmerk auf Sternen- und Witterungskunde und (Meteorologie). Begraben wurde er auf dem Petersfriedhof beim Peterskirchlein.

## Leben und Wirken
Der Sohn eines Wollwirkers aus Schierling besuchte die Schule des Stifts Unserer Lieben Frau zur Alten Kapelle in Regensburg und trat 1775 mit 17 Jahren in das Kloster Sankt Emmeram ein. Dort widmete er sich dem Studium der Theologie und Philosophie. 1776 legte er die Gelübde ab und erhielt den Ordensnamen Placidus. 1782 empfing er die Priesterweihe. Unter der Anleitung von Fürstabt Frobenius Forster und dessen Nachfolger Coelestin Steiglehner widmete er sich den experimentellen Naturwissenschaften. Sankt Emmeram galt zu jener Zeit als ein Zentrum der experimentellen Forschung. Geforscht wurde mit unterschiedlichsten, im Kloster selbst vom weithin bekannten Präzisionsmechaniker und Optiker Georg Friedrich Brander selbst hergestellten Geräten. Bald hielt Placidus Heinrich im Kloster Vorlesungen über Experimentalphysik, Mathematik und Logik. 1791 übernahm er als Professor für Naturlehre, physikalische Versuche, Stern- und Witterungskunde den Lehrstuhl seines Lehrers Coelestin Steiglehner an der Universität Ingolstadt, weil Steiglehner  nach dem Tod von Fürstabt Frobenius Forster nach St. Emmeram in Regensburg zurückgerufen wurde, um  dort das Amt  des Fürstabtes zu übernehmen. In Ingolstadt arbeitete Placidus Heinrich vor allem an meteorologischen Themen.

Der von Placidus Heinrich als Observatorium und Wohnung genutzte sogenannte Placidus-Turm in Regensburg, 1902 abgebrochen

1798 kehrte Placidus Heinrich nach Regensburg zurück. Seine sich verschlechternde Gesundheit hatte in ihm den dringenden Wunsch entstehen lassen, sich nach St. Emmeram zurückziehen zu dürfen. Dort hielt er weiter Vorlesungen über Philosophie (bis 1802) und baute die von Fürstabt Steiglehner eingerichtete Sternwarte weiter aus.
In Regensburg übernahm ab 1803 mit Karl Theodor von Dalberg ein neuer Landesherr die Regierung. Er war ein großer Förderer der Wissenschaften und wurde ein großer Unterstützer von Placidus Heinrich. Die Auswirkungen der Säkularisation trafen das Kloster St. Emmeram erst mit Verzögerung erst nach 1810 in vollem Ausmaß, denn Dalberg hatte bis zum Ende seiner Regierungszeit keine Maßnahmen zur Auflösung des Klosters ergriffen. Als dann unter bayerischer Regierung solche Maßnahmen ergriffen wurden, bedeuteten sie auch für Placidus Heinrich eine Umorientierung. Er musste das aufgelöste Kloster verlassen, blieb aber trotz eines Rufes nach München in Regensburg und bezog im Sommer 1822 eine Wohnung im Haus Niedermünstergasse Nr. 6, wo auch das Klerikalseminar untergebracht war.
Am Lyzeum Regensburg unterrichtete er Experimentalphysik, Chemie und Astronomie. Placidus Heinrich starb am 18. Januar 1825 vermutlich an den Folgen einer Quecksilber- und Schwermetallvergiftung, die er sich bei seinen Forschungsarbeiten zugezogen hatte. Eine Gedenktafel am Haus erinnert an den Konventualen von Kloster St. Emmeram

„In diesem Haus wohnte und
 starb am 18. Januar 1825 der
 ausgezeichnete Mathematiker
 Physiker und Astronom
P. Jos. Placidus Heinrich
Dc. der Philosophie u. Theologie
 u. Domcapitular dahier
 geboren in Schierling
 am 19. Oktober 1758“

Placidus Heinrich war zu Lebzeiten unermüdlich damit beschäftigt, physikalische Apparaturen und Geräte zu beschaffen und wurde dabei unterstützt vom Landesherren Karl Theodor von Dalberg. Einige der teilweise bedeutenden Instrumente fanden ihren Weg ins Deutsche Museum in München. Die 1771 von Coelestin Steiglehner begonnenen Wetteraufzeichnungen, die von Placidus Heinrich 40 Jahre lang (bis 1828) weitergeführt wurden, zählen zu den ältesten Europas. Die Wetterstation auf dem Hohenpeißenberg, die älteste, durchgängig besetzte Wetterwarte, begann mit ihren Aufzeichnungen erst 1781.

## Ehrungen
1789 wurde Placidus Heinrich auswärtiges Mitglied der Bayerischen Akademie der Wissenschaften.
Seit 1811 war er korrespondierendes Mitglied und seit 1822 Ehrenmitglied der Russischen Akademie der Wissenschaften in Sankt Petersburg.  Im Jahr 1823 wurde er zum Mitglied der Leopoldina gewählt.

## Schriften
- Positiones mathematicae ac physicae. 1788 (Digitalisat)
- Abhandlung über die Wirkung des Geschützes auf Gewitterwolken, welche 1788 den Preis erhalten hat. München 1789 (Digitalisat)
- Kommt das Newtonsche oder das Eulersche System vom Lichte mit den neusten Versuchen und Erfahrungen der Physik mehr überein? (Preisfrage der Bayerischen Akad. d. Wiss.)
- Abhandlung über die mittlere Kraft und Richtung der Winde. München ca. 1790 und 1797 (Digitalisat)
- Oscillationes Mercurii. München ca. 1790
- Oscillationes Mercurii in tubo torricelliano ingruentibus procellis et tempestatibus. München 1794 (Digitalisat)
- De Sectionibus conicis Tractatus analyticus. Ratisbona 1796 (Digitalisat)
- Von der Natur und den Eigenschaften des Lichtes. Eine physisch-chemische Abhandlung als Beantwortung der Preisfrage welche die Kaiserliche Akademie der Wissenschaften zu St. Petersburg für das Jahr 1806 vorgelegt hat. St. Petersburg [1808] (Digitalisat)